# Commiphora kataf
Commiphora kataf is een boom behorend tot de familie Burseraceae. De soort komt voor in tropisch Noordoost-Afrika tussen Soedan en Noord-Tanzania en op het Arabisch schiereiland. Hij groeit daar in Acacia-Commiphora-bossen, beboste graslanden en droge bossen aan de kust, vaak op rotsachtige hellingen. De soort groeit daar op hoogtes tot 1500 meter.
Het is een bladverliezende struik of kleine boom, die een hoogte van 8 meter kan bereiken. De boom levert een gomhars, onder de benaming opopanax en wordt gebruikt in parfums, wierook en als insecticide.
... 
C. africana · 
C. caudata · 
C. gileadensis · 
C.  guidottii · 
C. kataf · 
C. myrrha · 
C. simplicifolia · 
C. wightii · 
C. wildii
...